# Nikkilänsaari
Nikkilänsaari är en ö i Finland. Den ligger i sjön Kuorevesi och i kommunen Mänttä-Filpula i den ekonomiska regionen  Övre Birkalands ekonomiska region  och landskapet Birkaland, i den södra delen av landet, 200 km norr om huvudstaden Helsingfors. Öns area är 0,3 hektar och dess största längd är 70 meter i nord-sydlig riktning.  Nikkilänsaari ligger i sjön Kuorevesi.